# Gl. Kongevejs Teater
Gl. Kongevejs Teater var en biograf beliggende på Gammel Kongevej 100 på hjørnet af Gl. Kongevej og H.C. Ørsteds Vej på Frederiksberg i København.
Biografen åbnede i 1906 under navnet Biografen og skiftede i 1914 navn til Gl. Kongevejs Teater. I 1928 skiftede biografen igen navn, denne gang til Luxi Teater, men allerede i 1929 måtte biografen lukke. Bygningen blev revet ned i 1966 for at gøre plads til en udvidelse af krydset. 

## Historie
Biografen blev åbnet af fabrikant Oscar Emanuel Nathansohn den 12. april 1906 med navnet Biografen. Åbningsprogrammet bestod af en blanding af rejsefilm og forskellige drama- og komediefilm. Den nye biograf havde plads til 175 gæster i salen. Nathansson videresolgte også indkøbte film til andre danske biografer i denne periode, hvor filmdistributionen endnu ikke var i faste rammer. En af Biografens største successer i de første par år var visningen af Bioramas film Gøngehøvdingen, der havde premiere i Biografen den 11. februar 1909.
Nathanson var ambitiøs og kaldte sig ligesom Danmarks førende filmmand Ole Olsen for "generaldirektør".. Han gik i 1912 ind i filmproduktion og producerede en række film samme år. Den første, den fem kvarter lange En frygtelig Fejltagelse, fik premiere i Biografen den 29. august 1912 og blev efterfulgt af En Mesalliance instrueret af Paul Welander og herefter af Paul Welanders kidnapningshistorie Mac-Morton. Det er dog tvivlsomt, om Mac-Morton fik premiere i Biografen eller i andre danske biografer. Nathanson etablerede i 1913 et egentligt filmselskab, The Copenhagen Film Company Ltd., der bl.a. skulle eksportere film til udlandet. Biografen blev indskudt i selskabet. Det nye filmselskab gik imidlertid konkurs allerede i 1914. Biografen blev købt ud af konkursen, og biografbevillingen blev i foråret overtaget af skuespiller og teaterdirektør Christian Schrøder og premierløjtnant K.V. Høyer, som forinden havde haft et lille filmselskab. Schrøder omdøbte Biografen til Gl. Kongevej Teater (til tider skrevet også som Gammel Kongevejs Teater). Fra 1926 var Schrøder alene om driften af biografen.
I 1928 blev skiftede biografen atter navn, denne gang til Luxi Teater, eller blot Luxi, ligesom biografen blev renoveret. Konkurrencen fra de mange andre biografer var dog hård, og allerede kort efter genåbningen måtte Luxi lukke. Sidste forestilling fandt sted den 17. februar 1929 med forestillingen Robin Hood med Douglas Fairbanks i hovedrollen. Biografen blev ombygget til forretning, og i 1966 blev bygningen revet ned, således at vejkrydset Gl. Kongevej/H.C. Ørsteds Vej kunne udvides. 